# El cuento contemporáneo en el norte de México
Cuento contemporáneo en el norte de México (ensayos) es un libro publicado por la Universidad Nacional Autónoma de México el 2009, en el que su autor, Miguel G. Rodríguez Lozano, propone un “camino de lectura” a través de diferentes ensayos que presentan una variedad de escritores de los estados de la frontera norte que fueron recopilados en un libro anterior denominado Sin límites imaginarios. Antología de cuentos del norte de México (UNAM, 2006).

## Antecedentes
Las propuestas del libro de ensayos es un complemento de la Antología en la que se muestra la trayectoria de algunos autores que han destacado en los estados al norte del país; sobre todo de cuentistas  que empezaron a publicar en los noventa.
Los autores elegidos por el autor fueron: Marcos Rodríguez Leija, Eduardo Antonio Parra, Patricia Laurent Kullic, Joaquín Hurtado, Olga Fresnillo y Rosario Sanmiguel. Cada una de las aproximaciones se basa en la propuesta estética (género o intenciones sociales que se infieren en las narraciones) que los caracteriza. Según palabras de Rodríguez Lozano, su selección fue con la intención de: “Con ello no se reduce el análisis a un campo teórico específico, sino más bien se abren las posibilidades de contacto entre el lector y el texto a partir de los mismos relatos.”

## Marcos Rodríguez Leija
De la trayectoria de Rodríguez Leija, elegido para mostrar su evolución del cuento clásico y de terror al minicuento, menciona que ha publicado ochenta y ocho textos entre cuentos y minificciones, además de los publicados en antologías o revistas literarias.
Un ejemplo de minificción que menciona en su ensayo es “El intruso” porque según su opinión cuenta con todas las características de este tipo de relatos:
Intempestivo rompió el sueño que habitaba y exaltados se incorporó al sentir una excitada respiración junto a su oído. Entre la penumbra de su cuarto vio la silueta de alguien caminar rumbo a la puerta.
–“¿Quién es? ¿Qué quiere?”, le gritó atemorizado.
“No te asustes soy yo, Eliod; ya me iba”.
Al rayar el sol, la puerta principal de la casa estaba abierta de par en par o en par al igual que la de la habitación en la que inmóvil, sobre la cama, Eliod quedó dormido y ya nunca despertó.

## Otros autores
A Parra lo eligió por la estrecha relación de su propuesta de lenguaje con lo social, lo que le permite la creación de historias relacionadas con la realidad. De Laurent Kullick le llamó la atención  su diversidad de temáticas, de Hurtado su literatura homosexual, de Olga Fresnillo su diversidad en técnica y temática y de Rosario San Miguel su interés por la frontera de Ciudad Juárez- El Paso.
En suma, para Miguel G. Rodríguez Lozano es muy importante acercarse a la cuentística de autores de la frontera: “Falta aún mucho camino. Quedan estas pautas como trazos de por dóndee3 se puede seguir en los estudios relacionados la literatura escrita fuera de la capital.”